# Monumento

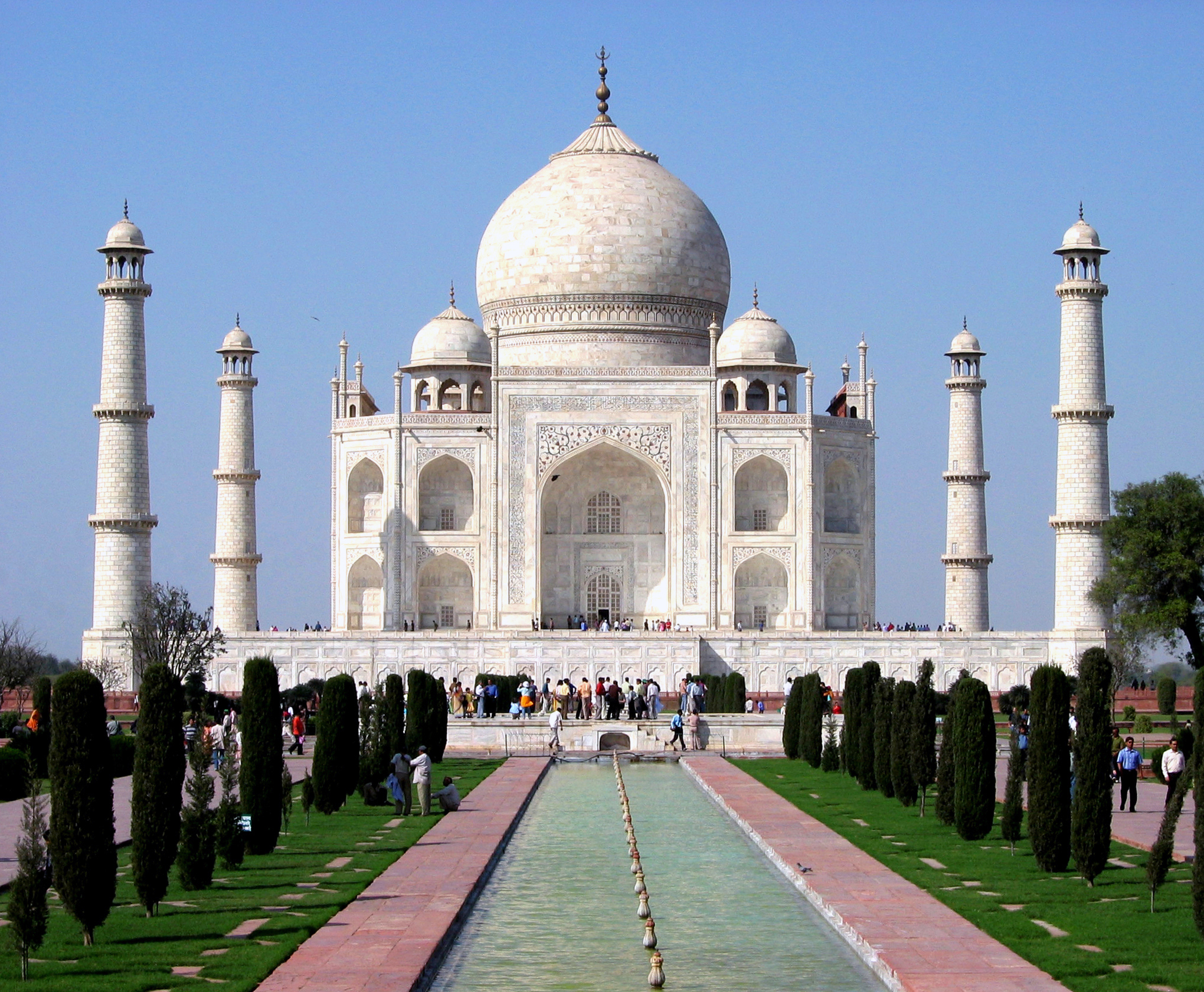
Taj Mahal em Agra (Índia)

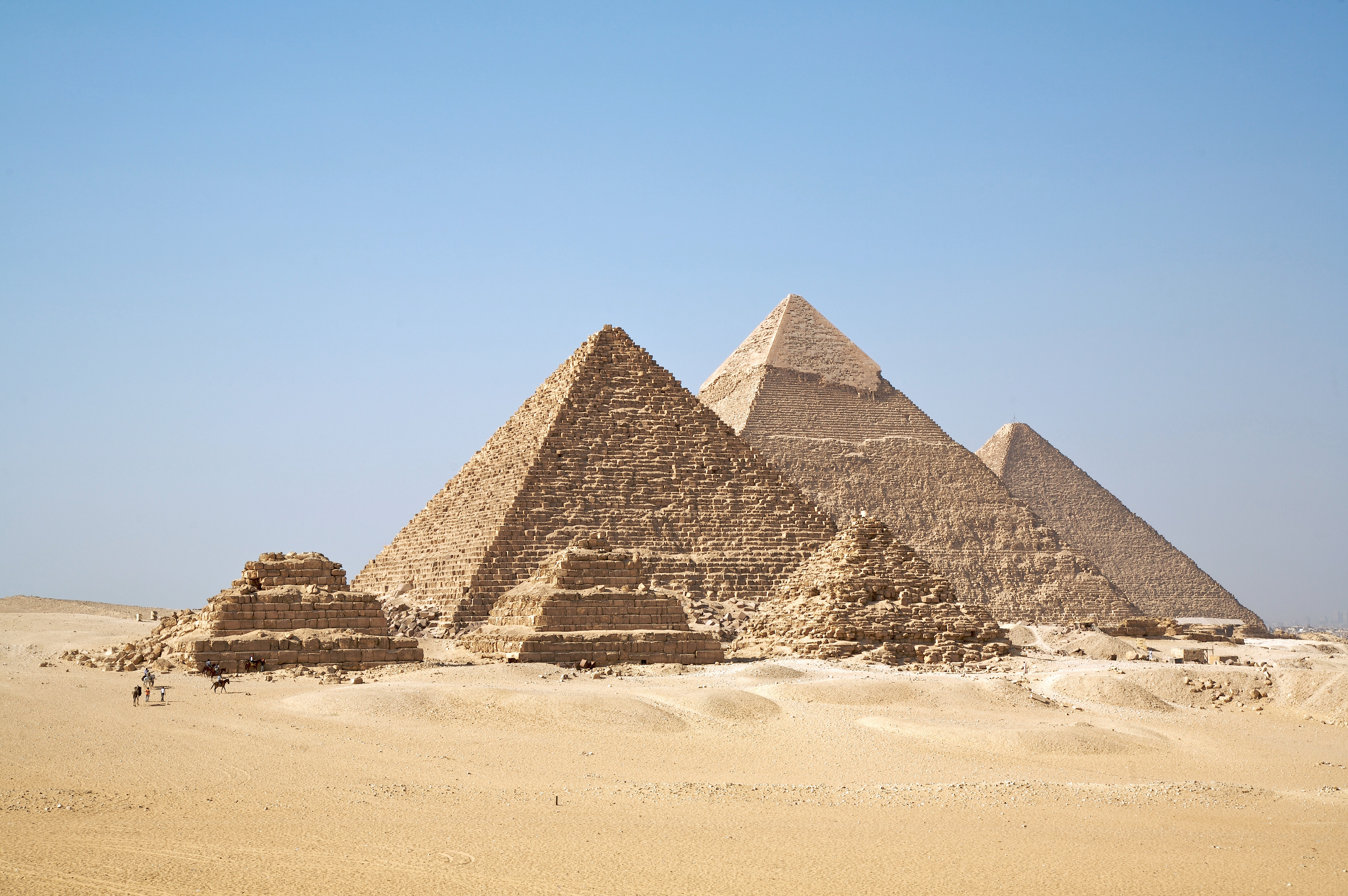
Pirâmides de Gizé, Egito

Monumento é um tipo de estrutura comemorativa em homenagem a uma pessoa ou um evento que, com o decorrer dos anos, tornou-se relevante para um determinado grupo social por ser uma materialização da memória coletiva de acontecimentos históricos ou testemunho do patrimônio artístico e cultural, devido às suas características estéticas, históricas, políticas, técnicas ou pela sua relevância arquitetônica. Alguns dos primeiros monumentos que podem ser encontrados são os dólmens ou menires, construções megalíticas construídas para fins religiosos ou funerários. Exemplos de monumentos incluem as estátuas, memoriais (de guerra), os edifícios históricos, sítios arqueológicos e bens culturais. Se houver interesse público em sua preservação, um monumento pode, por exemplo, ser listado como Patrimônio Mundial da UNESCO.

## Etimologia
A origem da palavra "monumento" vem do grego, mnemosynon, e do latim, moneo, monere, que significa "lembrar", "aconselhar" ou "alertar", sugerindo que um monumento nos permite relembrar, ou até mesmo reviver, o passado. Em português, a palavra "monumental" é frequentemente usada em referência a algo de tamanho e poder extraordinários, como na escultura monumental, mas também significa simplesmente qualquer coisa feita para comemorar os mortos, como um monumento funerário.

## Criação e funções
Os monumentos foram criados há milhares de anos e são frequentemente os símbolos mais duráveis e famosos das civilizações antigas. Túmulos pré-históricos, dolmens e estruturas semelhantes foram criados em um grande número de culturas pré-históricas em todo o mundo, e as muitas formas de tumbas monumentais dos membros mais ricos e poderosos de uma sociedade são frequentemente a fonte de grande parte de nossas informações e arte dessas culturas. 
À medida que as sociedades se organizavam em escala maior, monumentos tão grandes que eram difíceis de destruir como as pirâmides egípcias, o Parthenon grego, a Grande Muralha da China, o indiano Taj Mahal ou o Moai da Ilha de Páscoa se tornaram símbolos de suas civilizações. Nos últimos tempos, estruturas monumentais como a Estátua da Liberdade e a Torre Eiffel tornaram-se emblemas icônicos dos modernos estados-nação. O termo monumentalidade refere-se ao status simbólico e à presença física de um monumento. Nesse contexto, o historiador de arte alemão Helmut Scharf afirma que “Um monumento existe na forma de um objeto e também como seu símbolo. Como símbolo de linguagem, um monumento geralmente se refere a algo concreto, em alguns casos raros, também é usado metaforicamente ... Um monumento pode ser um símbolo de linguagem para uma unidade de vários monumentos ... ou apenas para um único, mas em um sentido mais amplo, também pode ser usado em quase todos os planos conhecíveis do ser. ... O que é considerado um monumento sempre depende da importância que atribui à consciência predominante ou tradicional de uma situação histórica e social específica.”
Basicamente, a estrutura de definição do termo monumento depende das condições atuais do quadro histórico. Aspectos da cultura da lembrança e da memória cultural também estão ligados a ela, além de questões sobre os conceitos de esfera pública e durabilidade (aquela memorizada) e a forma e o conteúdo do monumento (monumento de trabalho). Do ponto de vista histórico da arte, a dicotomia de conteúdo e forma abre o problema da “habilidade linguística” do monumento. Torna-se claro que a linguagem é uma parte eminente de um monumento e é frequentemente representada em “monumentos não-objetivos” ou “arquitetônicos”, pelo menos com uma placa. Nesse sentido, o debate aborda os mecanismos sociais que se combinam com a lembrança. São a aceitação do monumento como um objeto, o conteúdo transportado e o impacto desses conteúdos. Monumentos são frequentemente usados para melhorar a aparência de uma cidade ou local. Cidades planejadas como Washington DC, Nova Deli e Brasília costumam ser construídas em torno de monumentos. Por exemplo, a localização do Monumento a Washington foi concebida pela L"Enfant para ajudar a organizar o espaço público na cidade, antes de ser projetada ou construída. As cidades mais antigas têm monumentos colocados em locais que já são importantes ou, às vezes, são reprojetados para se concentrar em um. Como Shelley sugeriu em seu famoso poema "Ozymandias" ("Olhe para minhas obras, vós poderoso e desespere-se!"), O objetivo dos monumentos é muitas vezes impressionar ou admirar.
Estruturas criadas para outros fins que foram notáveis por idade, tamanho ou significado histórico também podem ser consideradas monumentos. Isso pode acontecer devido à grande idade e tamanho, como no caso da Grande Muralha da China, ou porque ocorreu um evento de grande importância, como a vila de Oradour-sur-Glane, na França. Muitos países usam monumento antigo ou termos similares para a designação oficial de estruturas protegidas ou sítios arqueológicos que originalmente poderiam ter sido casas domésticas comuns ou outros edifícios.
Os monumentos também costumam ser projetados para transmitir informações históricas ou políticas e, assim, podem desenvolver uma potência sociopolítica ativa. Eles podem ser usados para reforçar a primazia do poder político contemporâneo, como a coluna de Trajano ou as numerosas estátuas de Lenin na União Soviética. Eles podem ser usados para educar a população sobre eventos ou figuras importantes do passado, como na renomeação do antigo General Post Office Building, em Nova York, para o James A. Farley Building (James Farley Post Office), depois do ex-Postmaster General James Farley. Para cumprir suas funções informativas e educativas, um monumento precisa estar aberto ao público, o que significa que sua dimensão espacial e seu conteúdo podem ser experimentados pelo público e serem sustentáveis. O primeiro pode ser alcançado situando o monumento em espaço público ou por uma discussão pública sobre o monumento e seu significado, o segundo pela materialidade do monumento ou se seu conteúdo se torna imediatamente parte da memória coletiva ou cultural.
Os significados sociais dos monumentos raramente são fixos e certos e são frequentemente "contestados" por diferentes grupos sociais. Como exemplo: embora o antigo estado socialista da Alemanha Oriental possa ter visto o Muro de Berlim como um meio de "proteção" contra a impureza ideológica do Ocidente, dissidentes e outros sempre argumentariam que era um símbolo da repressão e da paranoia inerentes a isso. Essa contenção de significado é um tema central do discurso arqueológico "pós-processual" moderno.

## Proteção e preservação
O termo é frequentemente usado para descrever qualquer estrutura que seja uma obra histórica significativa e protegida legalmente, e muitos países têm equivalentes ao que é chamado na legislação do Reino Unido de Monumento Programado, que geralmente inclui edifícios relativamente recentes construídos para fins residenciais ou industriais, com nenhum pensamento no momento em que eles viriam a ser considerados como "monumentos".
Até recentemente, era costume os arqueólogos estudarem grandes monumentos e prestarem menos atenção ao cotidiano das sociedades que os criaram. Novas ideias sobre o que constitui o registro arqueológico revelaram que certas abordagens legislativas e teóricas do assunto estão muito focadas nas definições anteriores de monumentos. Um exemplo foram as leis do Monumento Antigo Programado do Reino Unido.
Além do governo municipal ou nacional que protege os monumentos em sua jurisdição, existem instituições dedicadas aos esforços para proteger e preservar monumentos que consideram ter significado natural ou cultural especial para o mundo, como o programa de Patrimônio Mundial da UNESCO e Fundo de Monumentos Mundiais.
Os monumentos culturais também são considerados a memória de uma comunidade e, portanto, estão particularmente em risco no contexto da guerra assimétrica moderna. A herança cultural do inimigo deve ser danificada de forma sustentável ou mesmo destruída. Além da proteção nacional dos monumentos culturais, as organizações internacionais (cf. Patrimônio Mundial da UNESCO, Blue Shield International), portanto, tentam proteger os monumentos culturais.
Recentemente, mais e mais monumentos estão sendo preservados digitalmente (em modelos 3D) através de organizações como o CyArk.

## Categorias
- Pontos de referência colocados por uma agência governamental ou empresa de pesquisa privada.
- Edifícios projetados como pontos de referência, geralmente construídos com um recurso extraordinário, como o design mais alto, maior ou mais distinto, como o Burj Khalifa em Dubai, a estrutura mais alta do mundo ou o One World Trade Center, o edifício mais alto do mundo. Estados Unidos, construído para comemorar o ataque em 11 de setembro.
- Cenotáfios (destinados a homenagear os mortos que estão enterrados em outros lugares) e outros memoriais para comemorar os mortos, geralmente vítimas de guerra, por exemplo, India Gate e Vimy Ridge Memorial, ou vítimas de desastres, como o Titanic Memorial, Belfast.
- Monumentos da igreja para comemorar os mortos fiéis, localizados acima ou perto de seu túmulo, geralmente apresentando uma efígie, por exemplo, a Basílica de São Pedro ou a igreja medieval Sta Maria di Collemaggio em L"Aquila.
- Colunas, geralmente cobertas com uma estátua, por exemplo, Coluna da Vitória de Berlim, Coluna de Nelson em Londres e Coluna de Trajano em Roma.
- Chamas eternas que são mantidas acesas continuamente, geralmente acesas para homenagear soldados desconhecidos, por exemplo, no Túmulo do Soldado Desconhecido em Moscou ou no túmulo de John F. Kennedy no Cemitério Nacional de Arlington, na Virgínia.
- Fontes, estruturas de vazamento de água geralmente colocadas em jardins formais ou praças da cidade, por exemplo, Fontaines de la Concorde e Jardins de Versalhes.
- Lápides, pequenos monumentos aos mortos, colocados em seus túmulos, por exemplo, os túmulos e abóbadas de veteranos em Les Invalides e Srebrenica Genocide Memorial.
- Mausoléus e túmulos para homenagear os mortos, por exemplo, a Grande Pirâmide de Gizé, o Mausoléu Líbio-Púnico de Dougga e o Taj Mahal.
- Monólitos erigidos para fins religiosos ou comemorativos, por exemplo, Stonehenge.
- Monumentos da Mesquita, locais de culto que geralmente têm cúpulas e minaretes que se destacam no horizonte. Eles também geralmente apresentam caligrafia islâmica altamente qualificada e obras de arte geométrica, por exemplo, a Mesquita do Profeta.
- Obeliscos, geralmente erguidos para comemorar grandes líderes, por exemplo, a agulha de Cleópatra em Londres, o Monumento Nacional ("Monas") no centro de Jacarta e o Monumento de Washington em Washington, DC
- Palácios, imponentes residências reais projetadas para impressionar as pessoas com sua grandeza e grandeza, por exemplo, Cidade Proibida em Pequim, Palácio de Versalhes e Palácio Schwerin em Schwerin.
- Holofotes para projetar um poderoso feixe de luz, por exemplo, Tribute in Light no Memorial e Museu Nacional de 11 de setembro em Nova York, comemorando os ataques de 11 de setembro de 2001.
- Estátuas de indivíduos ou símbolos famosos, por exemplo, o Niederwalddenkmal (Germania) em Hesse, Liberty Enlightening the World (comumente conhecido como Estátua da Liberdade) na cidade de Nova York e The Motherland Calls em Volgogrado.
- Templos ou estruturas religiosas construídas para peregrinação, fins rituais ou comemorativos, por exemplo, Borobudur em Magelang e Kaaba em Meca.
- Terminando vistas, projeto de layout para monumentos urbanos no final de uma avenida, por exemplo, Opera Garnier em Paris.
- Arcos triunfais, quase sempre para comemorar sucessos militares, por exemplo, o Arco de Constantino em Roma e o Arco do Triunfo de l"Étoile em Paris.
- Memoriais de guerra, por exemplo, o Iwo Jima Memorial em Arlington, VA, o Laboe Naval Memorial, o Lorraine American Cemetery[9] e o Memorial em St Avold, e o Soviet War Memorial em Berlim.

## Ano Internacional do Monumento
Em 1964, a UNESCO proclamou o Ano Internacional do Monumento. A Convenção para a Proteção do Patrimônio Mundial, Cultural e Natural define monumento como sendo:
| “ | Obras arquitetônicas, de escultura ou de pintura monumentais, elementos de estruturas de carácter arqueológico, inscrições, grutas e grupos de elementos com valor universal excepcional do ponto de vista da história, da arte ou da ciência. | ” |

## Dia Internacional dos Monumentos e Sítios
Em 18 de abril é comemorado o Dia Internacional dos Monumentos e Sítios. Criado em 18 de Abril de 1982 pelo ICOMOS (Conselho Internacional dos Monumentos e Sítios) e aprovado pela UNESCO, este dia tenta dar mais visibilidade aos monumentos e sítios arqueológicos, bairros históricos, etc.